# Żołędowo (gromada)
Żołędowo – dawna gromada, czyli najmniejsza jednostka podziału terytorialnego Polskiej Rzeczypospolitej Ludowej w latach 1954–1972.
Gromady, z gromadzkimi radami narodowymi (GRN) jako organami władzy najniższego stopnia na wsi, funkcjonowały od reformy reorganizującej administrację wiejską przeprowadzonej jesienią 1954 do momentu ich zniesienia z dniem 1 stycznia 1973, tym samym wypierając organizację gminną w latach 1954–1972.
Gromadę Żołędowo z siedzibą GRN w Żołędowie utworzono – jako jedną z 8759 gromad na obszarze Polski – w powiecie bydgoskim w woj. bydgoskim, na mocy uchwały nr 24/3 WRN w Bydgoszczy z dnia 5 października 1954. W skład jednostki weszły obszary dotychczasowych gromad Żołędowo, Maksymilianowo, Borzenkowo i Smukała ze zniesionej gminy Osielsko oraz obszar dotychczasowej gromady Nekla ze zniesionej gminy Dobrcz w tymże powiecie. Dla gromady ustalono 23 członków gromadzkiej rady narodowej.
31 grudnia 1961 do wsi Nekla w gromadzie Żołędowo włączono obszar 39,36,52 ha (karta mapy 5) należący dotychczas do wsi Borówno w gromadzie Dobrcz w tymże powiecie.
Gromadę zniesiono 1 stycznia 1972, a jej obszar włączono do gromad Dobrcz (sołectwo Nekla) i Osielsko (sołectwa Borzenkowo, Maksymilianowo, Smukała Dolna i Żołędowo) w tymże powiecie.